# Шойхет, Яков Нахманович
Я́ков На́хманович Шо́йхет (род. 18 декабря 1940 года, Староконстантинов, Хмельницкая область, УССР, СССР) — советский и российский хирург, специалист в области торакальной хирургии, член-корреспондент РАМН (2002), член-корреспондент РАН (2014), профессор кафедры факультетской хирургии имени профессора И.И. Неймарка Алтайского государственного медицинского университета.

## Биография
Родился 18 декабря 1940 года в Староконстантинове Хмельницкой области Украины в семье медработников.
В 1964 году — с отличием окончил лечебный факультет Алтайского государственного медицинского института (сейчас Алтайский государственный медицинский университет), после чего работал врачом-ординатором хирургического отделения железнодорожной больницы Барнаула.
С 1965 года по настоящее время — работает в Алтайском государственном медицинском университете, где прошел путь от ассистента до заведующего кафедрой и проректора по научной работе (1988—1996).
В 1969 году — защитил кандидатскую диссертацию, тема: «Аутогемотрансфузия в хирургии легких».
В 1983 года — защитил докторскую диссертацию, тема: «Нарушения гемодинамики и их коррекция при хирургическом лечении рака легкого».
В 1985 году — присвоено учёное звание профессора.
С 1994 по 1995 годы — депутат Совета Федерации Федерального собрания Российской Федерации, депутат Алтайского краевого Законодательного Собрания (1996), с 1996 по 2004 годы — заместитель главы Администрации Алтайского края.
В 2002 году — избран членом-корреспондентом РАМН.
В 2014 году — стал членом-корреспондентом РАН (в рамках присоединения РАМН и РАСХН к РАН).

## Научная деятельность
Специалист в области торакальной хирургии, пульмонологии, гепатологии.
Хирург высшей категории, научный руководитель Алтайского регионального пульмонологического центра и Алтайского краевого гепатологического центра.
При его непосредственном участии и руководстве разработаны новые методы хирургического и консервативного лечения органов грудной и брюшной полости, эндокринной системы, создатель системы оказания медицинской помощи больным с заболеваниями легких.
Создатель научной школы, которая сформировала концепцию развития деструктивных заболеваний легких, создала программы лечения тяжелой пневмонии, острого абсцесса, гангрены легких, шока.
При взаимодействии с научными организациями страны доказал факт воздействия ядерных испытаний на Семипалатинском полигоне на состояние здоровья населения Алтая, на основе чего разработана концепция прогнозирования радиационного риска и планирования помощи населению Алтайского края, пострадавшая от последствий ядерных испытаний на Семипалатинском полигон.
Инициатор создания при Алтайском государственном медицинском университете Научно-исследовательского института региональных медико-экологических проблем, в котором проводились исследования по влиянию ракетно-космической деятельности на здоровье населения и окружающую среду Алтайского края.
Председатель Ученого Совета при Алтайском краевом Законодательном Собрании, президент Медицинской палаты Алтайского края.
Автор 1522 научных работ (в том числе 52 монографий) и 23 изобретений, под его редакцией опубликовано более 20 сборников научных работ.
Под его руководством защищено 36 докторских и 87 кандидатских диссертаций.

## Награды
- Орден Почёта (2001)
- Орден «За заслуги перед Алтайским краем» I и II степени
- Заслуженный деятель науки Российской Федерации (1996)[3]
- Почётный гражданин Алтайского края (31 августа 2009) — за большие заслуги в развитии науки на благо Российской Федерации и Алтайского края, активную общественную деятельность
- знак «Отличник здравоохранения»
- «За заслуги перед отечественным здравоохранением»
- Высшая награда РОНЦ имени Н. Н. Блохина «Золотая медаль имени основателя онкологического центра Н. Н. Блохина»
- Премия Алтайского края в области науки и техники (1999, 2001, 2003, 2008, 2012)
- Орден Александра Невского (2022)[4]